# Parafimóza

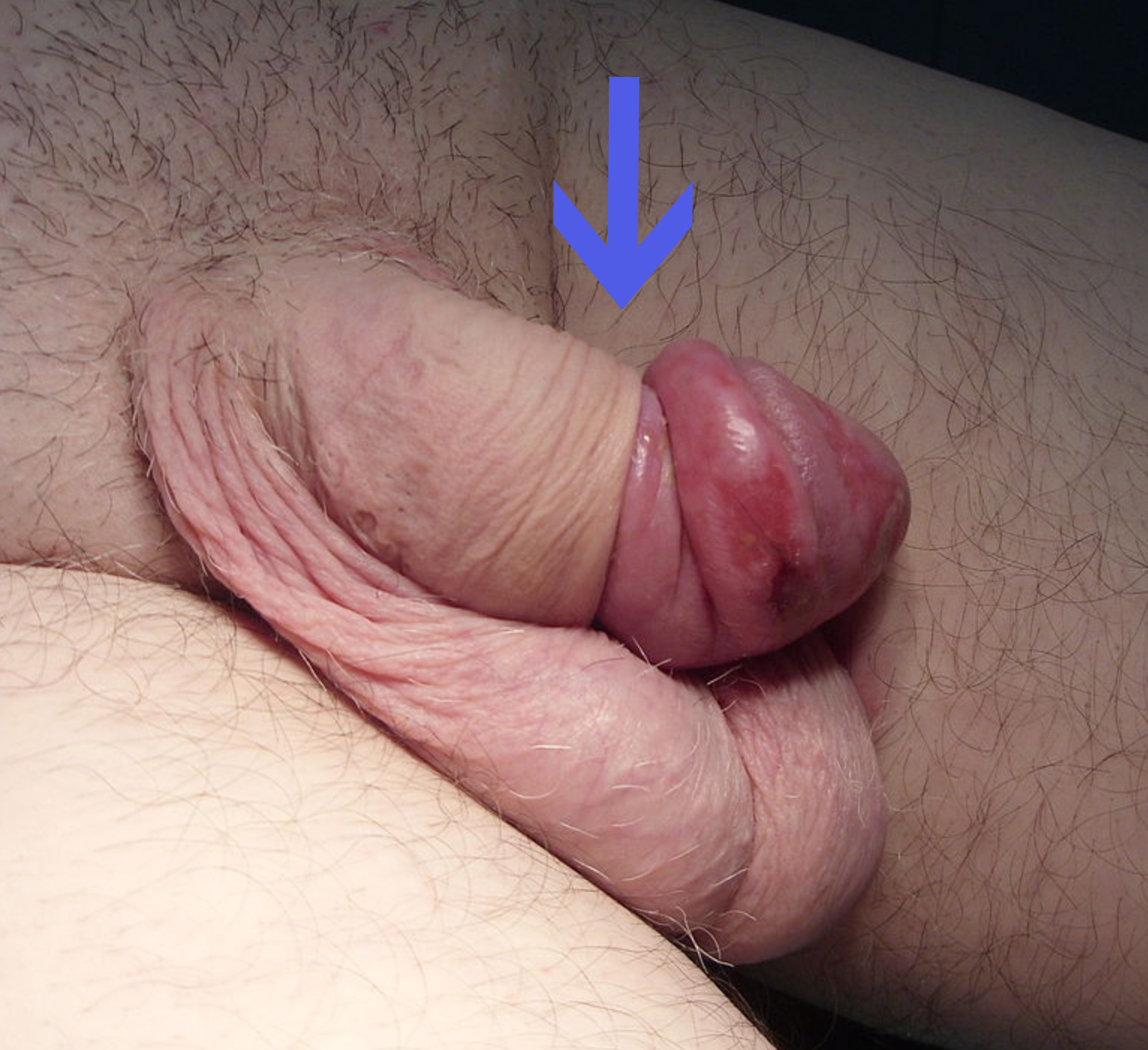
Parafimóza

Parafimóza je neobvyklý zdravotní stav, při kterém se stažená předkožka penisu zachytí za žaludem a nemůže být přetažena zpět do své normální polohy (kdy překrývá žalud neztopořeného penisu). Pokud tento stav přetrvává několik hodin nebo se objeví jakákoli známka nedostatečného průtoku krve, měl by být akutně léčen, protože může vyústit v gangrénu.

## Příčiny
Prvotní příčinou bývá zúžená předkožka (fimóza).
Parafimózu obvykle způsobují zdravotníci (tzv. iatrogenní poškození) nebo rodiče, kteří nesprávně zacházejí s předkožkou. Předkožka může být stažena během vyšetření penisu, čištění penisu, katetrizace močové trubice nebo cystoskopie.

## Léčba
Parafimózu lze léčit ruční manipulací s oteklou tkání předkožky. To zahrnuje stlačení žaludu a posunutí předkožky zpět do normální polohy, studené komprese a v případě potřeby lokální anestezie. Pokud vše selže, lze pás tkáně chirurgicky uvolnit dorzální štěrbinou nebo obřízkou.
Pacientům, kteří prodělali parafimózu, je většinou doporučováno, aby v budoucnu podstoupili obřízku, aby tím předešli dalším podobným incidentům.